# DCF대명문화공장
DCF대명문화공장은 서울 특별시 종로구 동숭동에 위치한 극장이다. 2014년 3월 1일에 개관했다. 좌석 수 406 1 관 비발디 파크 홀  좌석 수 300 2 관 라이프 웨이 홀  좌석 수 257 3 관 스 조현재 극장  이있다.